# Bukit Tinggi (Ulu Moro O)
Bukit Tinggi is een bestuurslaag in het regentschap Nias Barat van de provincie Noord-Sumatra, Indonesië. Bukit Tinggi telt 1233 inwoners (volkstelling 2010).